# Ostiac
|  | Per a altres significats, vegeu «Ostiak». |

L'ostiac, també conegut com a khanti, és una llengua uraliana parlada entre unes 2.000 a 3.000 persones a l'Okrug de Khanti-Mansi, a Iamàlia i als districtes d'Alexandrovsky i Kargosoksky de l'óblast de Tomsk (Rússia). S'escriu amb alfabet ciríl·lic.

## Dialectes
El kanti tenia set dialectes segons Karjalainen: 
- Irtish (als margs del riu Irtish, Demjanka, Salym i Obi, entre Samarovo i Salym)
- Kondinski (a l'Obi entre Samarvo i Berezov)
- Berezov (al llarg del Kazym, Vogulka i a lp'Ob entre Berezov i Muzha)
- Obdorski (al llarg de l'Obi i afluents al Nord del Muzh)
- Sugutic (a les boques del Salym, vora Surgut, i als afluents Pym, Jugan, Agan i Tremjugan).
- Vach (entre els rius Vach i Obi)
- Vasjugan (Entre l'Obi i Lumpokol, vora Tomsk).

## Característiques
Es caracteritza lingüísticament per:
- Transformar *s protofínica en l, x, t o i
- Conjugació objectiva i subjectiva
- El meridional t, d responen a l, ll

## Alfabet
| А а | Ä ä   | Б б | В в   | Г г | Д д | Е е | Ё ё |
| Ә ә | Ӛ ӛ   | Ж ж | З з   | И и | Й й | К к | Ӄ ӄ |
| Л л | Л' л' | М м | Н н   | Ӈ ӈ | О о | Ö ö | Ө ө |
| Ӫ ӫ | П п   | Р р | С с   | Т т | У у | Ӱ ӱ | Ф ф |
| Х х | Ц ц   | Ч ч | Ч' ч' | Ш ш | Щ щ | Ъ ъ | Ы ы |
| Ь ь | Э э   | Ю ю | Я я   |     |     |     |     |